# Miejsca pochówku władców Polski

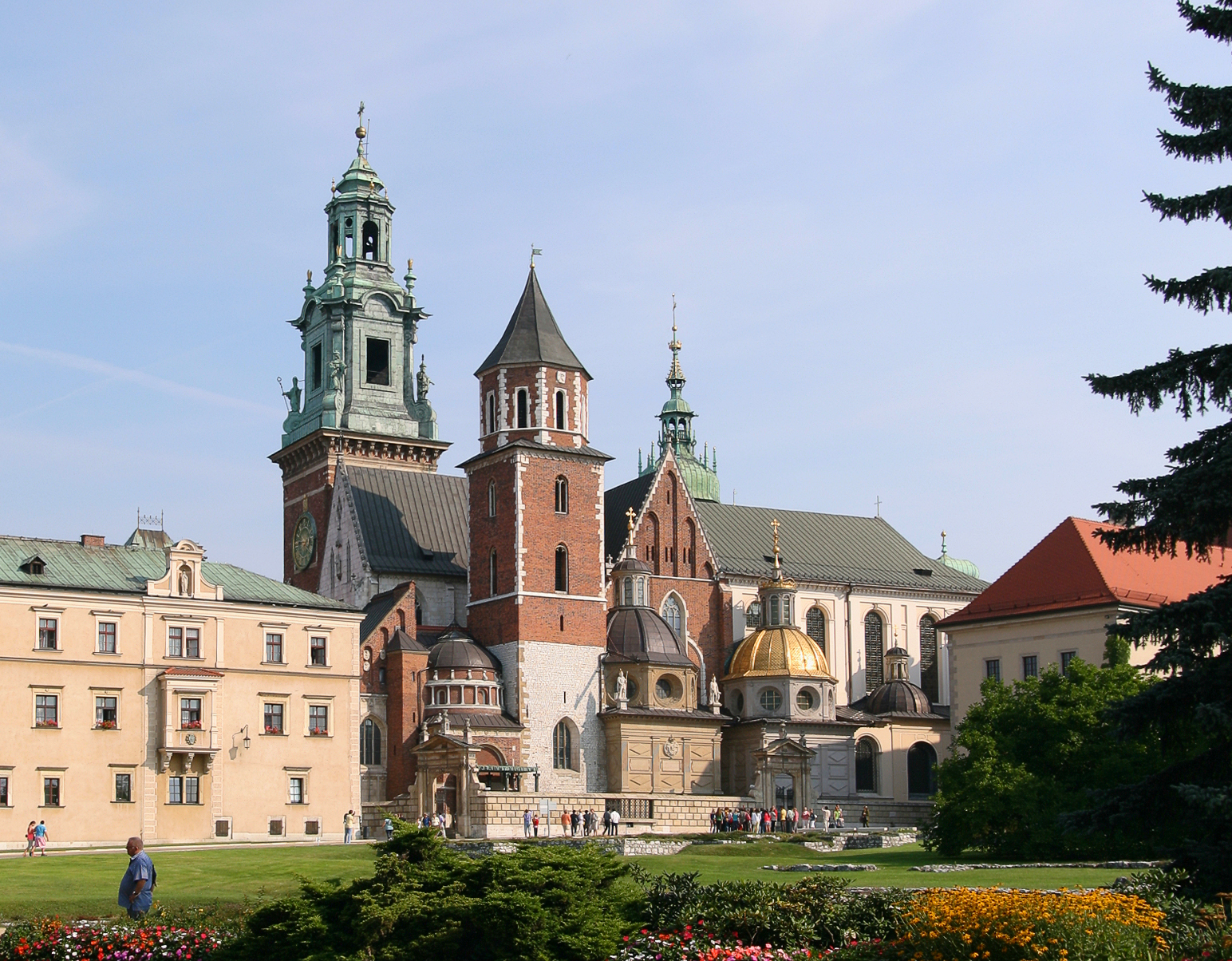
Bazylika archikatedralna św. Stanisława i św. Wacława w Krakowie – miejsce spoczynku 20 władców Polski

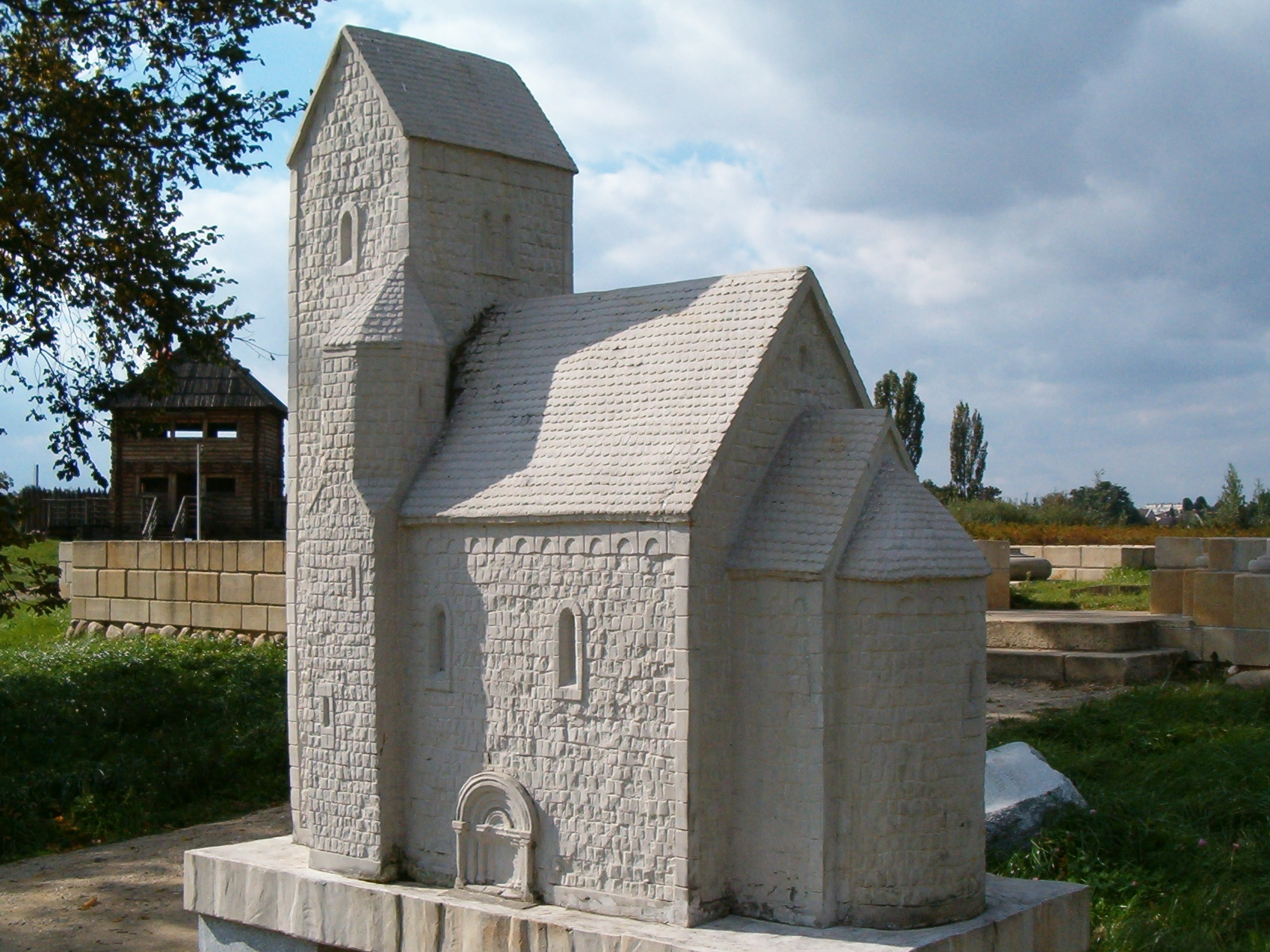
Model kolegiaty św. Pawła Apostoła w Kaliszu (2010)

Lista miejsc pochówku władców Polski (królów oraz książąt) oraz żon władców (koronowanych królowych Polski, niekoronowanych królowych oraz księżnych).

## Miejsca pochówku władców Polski
- Poznań

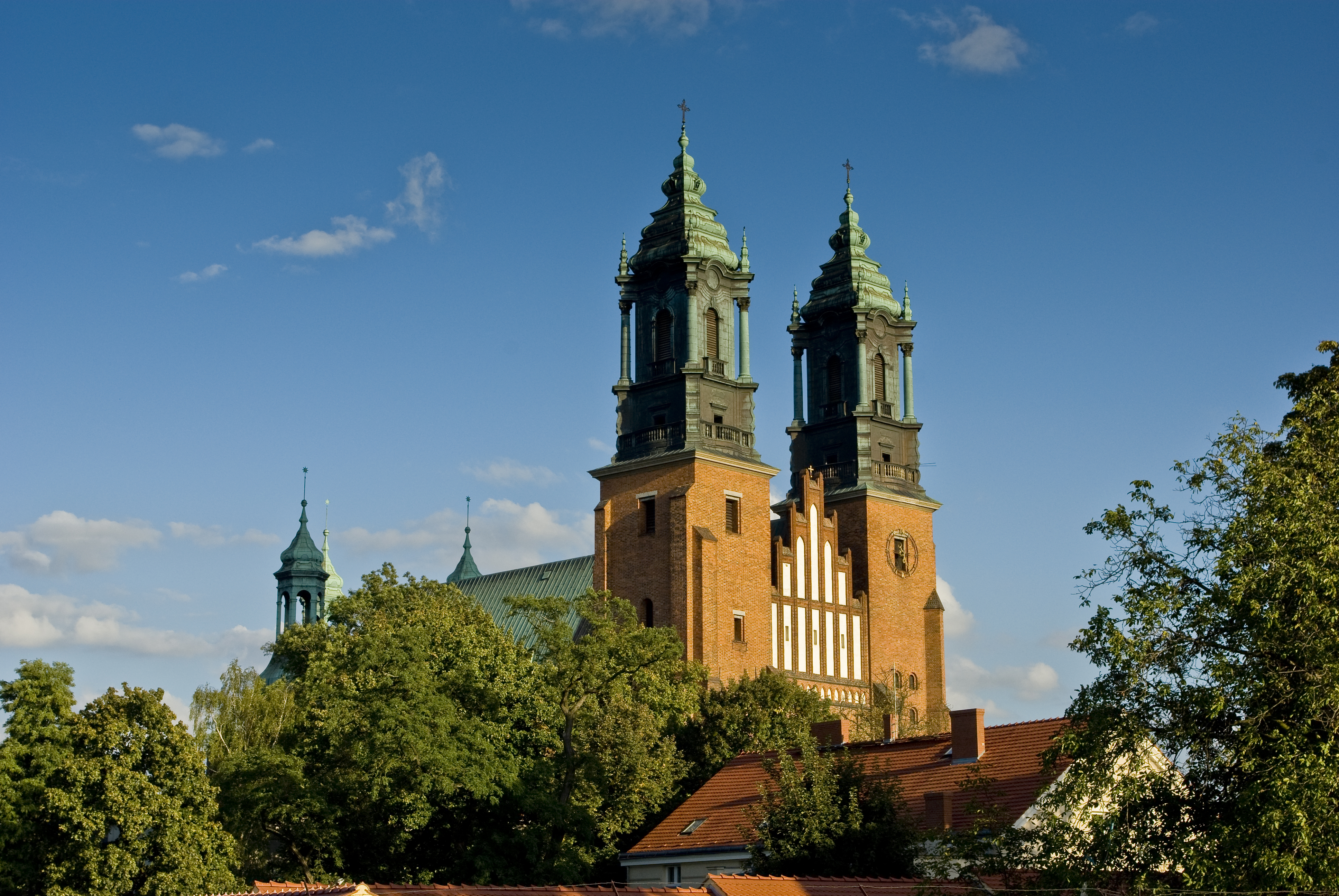
Bazylika archikatedralna Świętych Apostołów Piotra i Pawła w Poznaniu

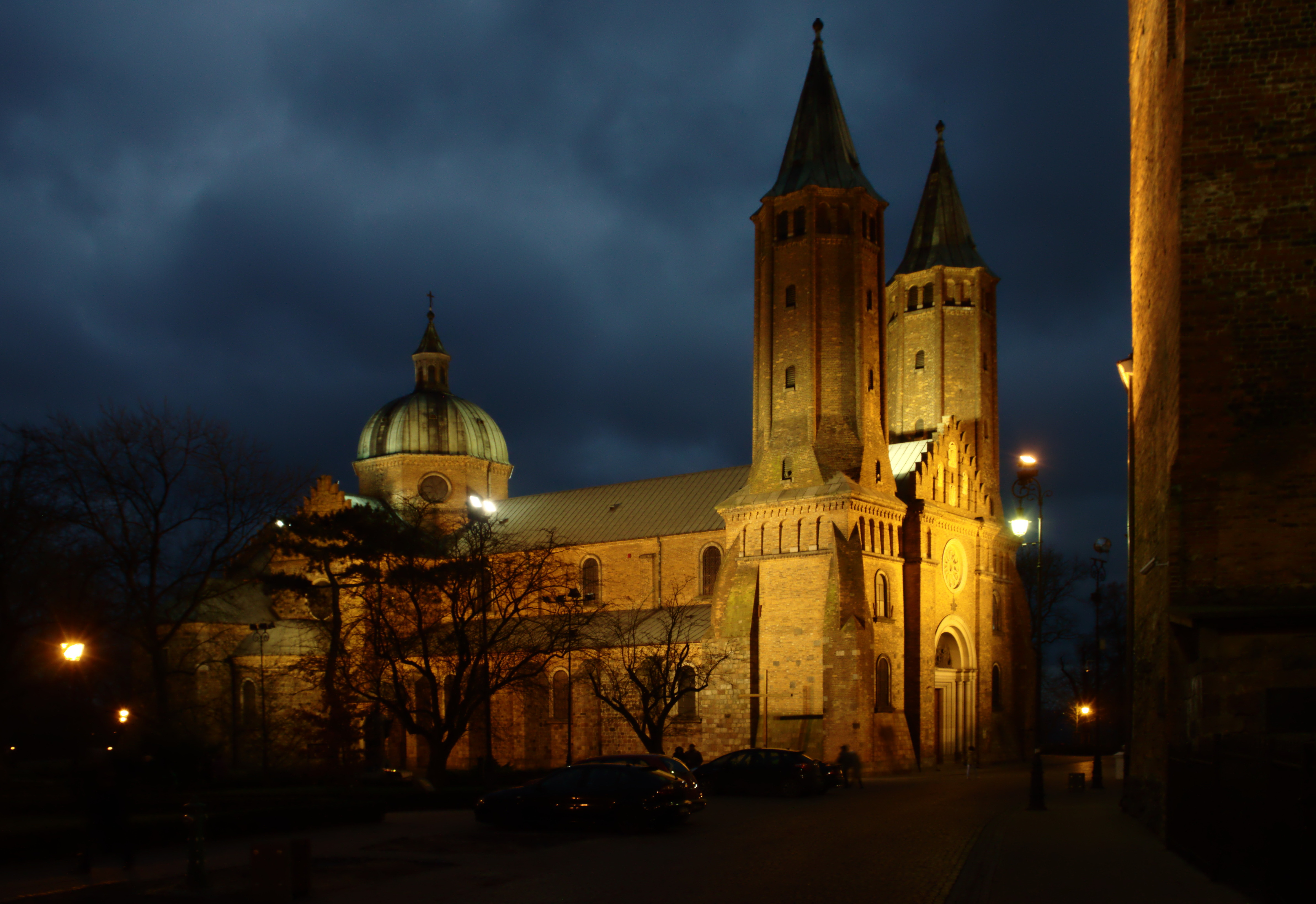
Bazylika katedralna Wniebowzięcia Najświętszej Maryi Panny w Płocku

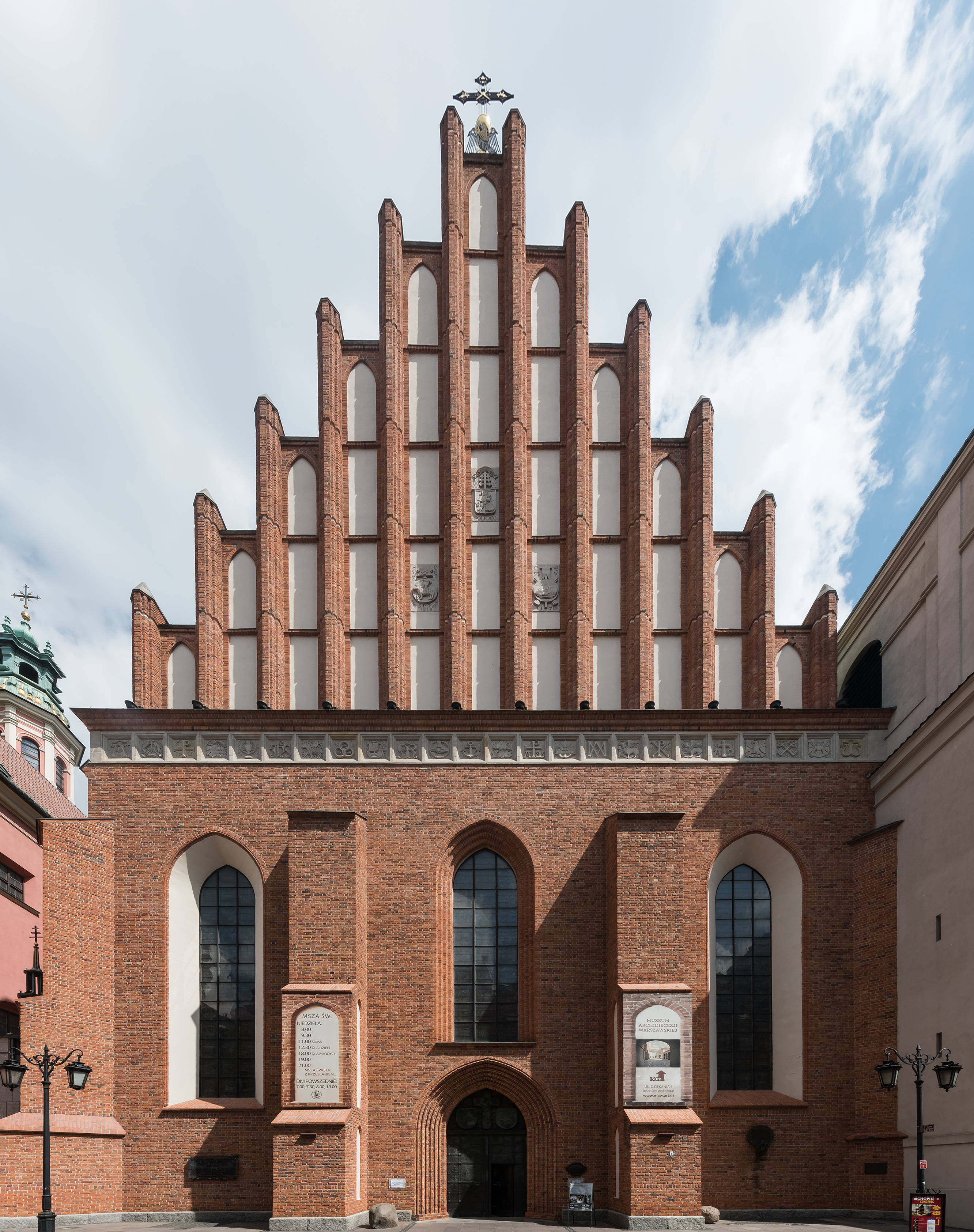
Bazylika archikatedralna św. Jana Chrzciciela w Warszawie

  - Bazylika archikatedralna Świętych Apostołów Piotra i Pawła w Poznaniu – Mieszko I, Bolesław I Chrobry, Mieszko II Lambert, Kazimierz I Odnowiciel, Przemysł II[1], Odon Mieszkowic, Władysław Odonic, Bolesław I Pobożny
- Ossiach
  - Opactwo Benedyktynów w Ossiach – Bolesław II Szczodry (lokalizacja niepewna)[2]
- Płock
  - Bazylika katedralna Wniebowzięcia Najświętszej Maryi Panny w Płocku – Władysław I Herman, Bolesław III Krzywousty, Bolesław IV Kędzierzawy, Konrad I mazowiecki, Bolesław II mazowiecki[3]
- Tyniec
  - Kościół św. Piotra i św. Pawła w Tyńcu – Zbigniew
- Kraków 
  - Bazylika archikatedralna św. Stanisława i św. Wacława w Krakowie – Kazimierz II Sprawiedliwy, Mieszko I Plątonogi, Leszek Biały, Władysław I Łokietek, Kazimierz III Wielki, Jadwiga Andegaweńska, Władysław II Jagiełło, Kazimierz IV Jagiellończyk, Jan I Olbracht (serce: bazylika katedralna św. Jana Chrzciciela i św. Jana Ewangelisty w Toruniu), Zygmunt I Stary, Zygmunt II August, Anna Jagiellonka, Stefan Batory, Zygmunt III Waza, Władysław IV Waza (serce: bazylika archikatedralna św. Stanisława Biskupa i św. Władysława w Wilnie), Jan II Kazimierz Waza (serce: Saint-Germain-des-Prés w Paryżu), Michał Korybut Wiśniowiecki, Jan III Sobieski (serce: Kościół Przemienienia Pańskiego w Warszawie), August II Mocny (serce: Katedra Świętej Trójcy w Dreźnie), Stanisław Leszczyński[4]
  - Bazylika św. Franciszka z Asyżu w Krakowie – Bolesław V Wstydliwy
  - Kościół Świętej Trójcy w Krakowie – Leszek Czarny
- Kalisz
  - Kolegiata św. Pawła Apostoła w Kaliszu (niezachowana, relikty kościoła w parku archeologicznym) – Mieszko III Stary[5]
- Lubiń
  - Kościół Narodzenia Najświętszej Marii Panny w Lubiniu – Władysław Laskonogi (lokalizacja niepewna)
- Trzebnica
  - Bazylika i sanktuarium św. Jadwigi w Trzebnicy – Henryk I Brodaty
- Wrocław
  - Katedra greckokatolicka św. Wincentego i św. Jakuba we Wrocławiu – Henryk II Pobożny
  - Kolegiata Świętego Krzyża i św. Bartłomieja we Wrocławiu – Henryk IV Prawy
- Legnica
  - Kościół dominikanów w Legnicy – Bolesław II Rogatka
- Zbraslav (obecnie część Pragi)
  - Kościół św. Jakuba w Zbrasławiu – Wacław II, Wacław III
- Székesfehérvár
  - Katedra Panny Marii w Székesfehérvár (nieistniejąca) – Ludwik Węgierski
- Wilno
  - Bazylika archikatedralna św. Stanisława Biskupa i św. Władysława w Wilnie – Aleksander Jagiellończyk
- Saint-Denis
  - Bazylika w Saint-Denis – Henryk III Walezy[6]
- Drezno
  - Katedra Świętej Trójcy w Dreźnie – August III Sas[6]
- Warszawa
  - Bazylika archikatedralna św. Jana Chrzciciela w Warszawie – Stanisław August Poniatowski

### Dawne miejsca pochówku
- Nancy
  - Kościół Notre-Dame de Bon Secours w Nancy – Stanisław Leszczyński[6]
- Petersburg
  - Kościół Świętej Katarzyny w Petersburgu – Stanisław Leszczyński, Stanisław August Poniatowski[6]
- Wołczyn
  - Kościół św. Trójcy w Wołczynie – Stanisław August Poniatowski[7]

### Symboliczne miejsca pochówku
- Warna
  - Pomnik-mauzoleum Władysława III Warneńczyka w Warnie[6]

## Miejsca pochówku żon władców Polski

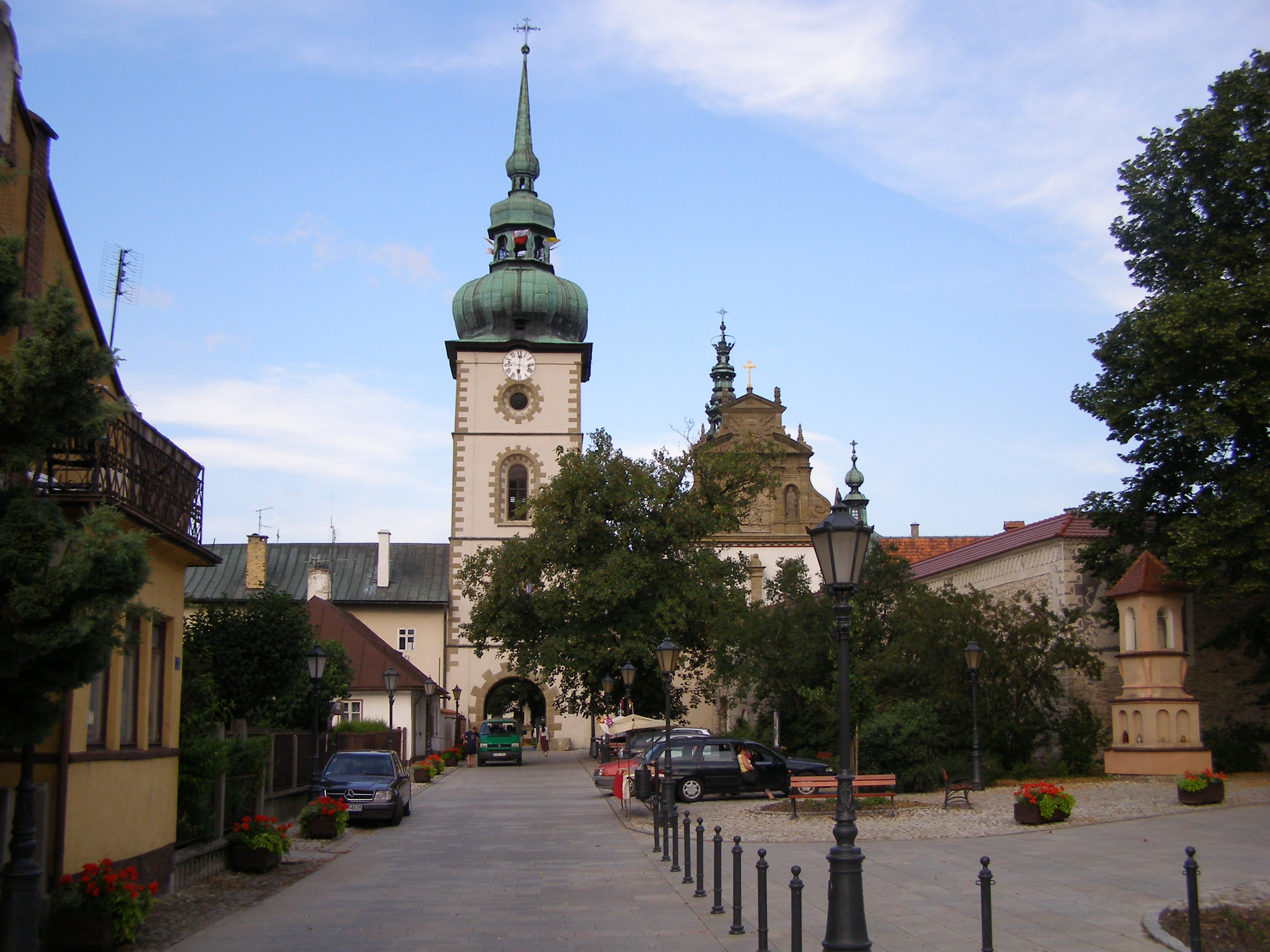
Klasztor klarysek w Starym Sączu

### Miejsca spoczynku koronowanych królowych Polski
- Kolonia

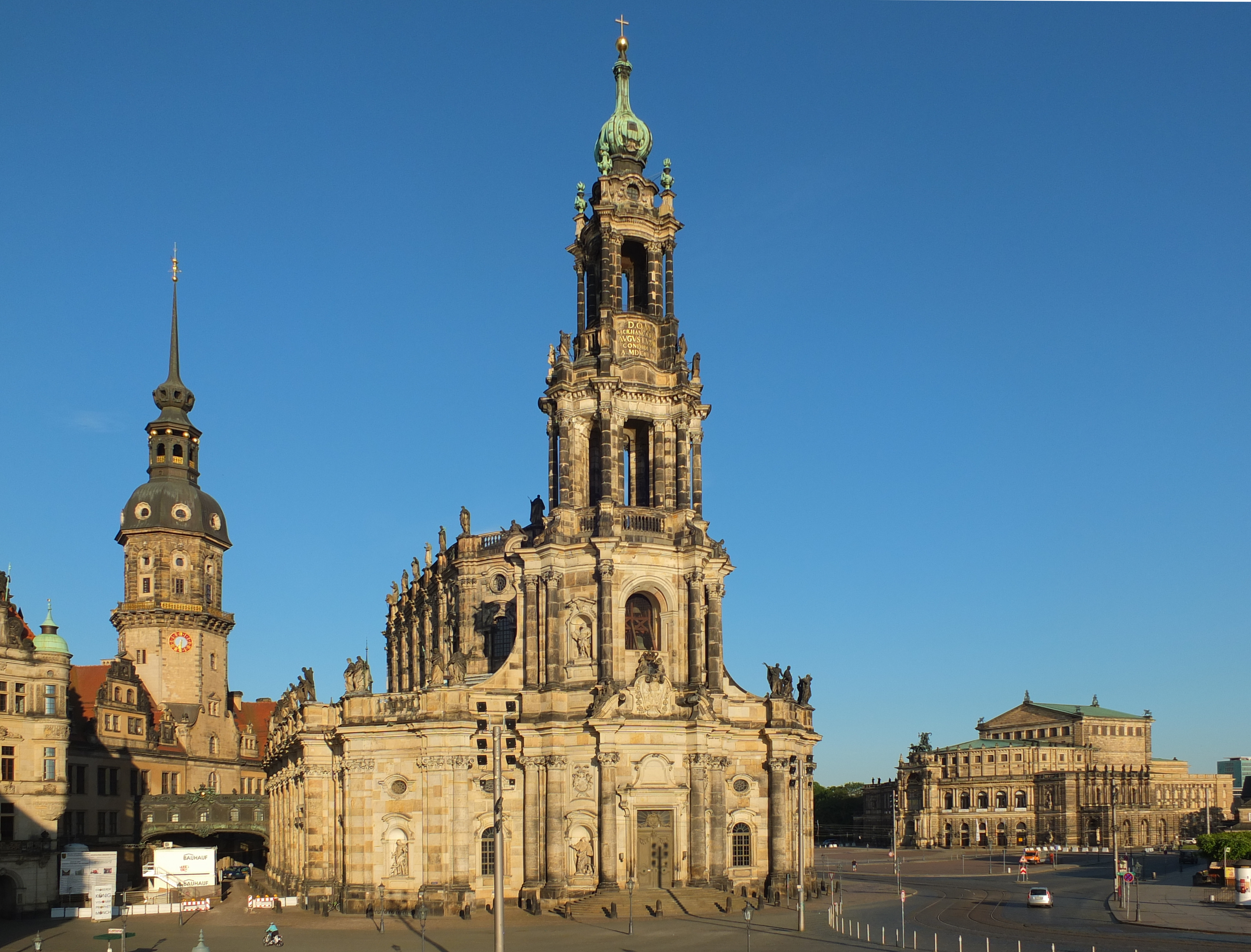
Katedra Świętej Trójcy w Dreźnie

  - Katedra Kolońska – Rycheza Lotaryńska[8]
- Ratzeburg
  - Katedra w Ratzeburgu – Małgorzata Brandenburska
- Brno
  - Klasztor augustianów w Brnie – Ryksa Elżbieta
- Stary Sącz
  - Klasztor klarysek w Starym Sączu – Jadwiga Bolesławówna[9]
- Kraków
  - Bazylika archikatedralna św. Stanisława i św. Wacława w Krakowie – Aldona Anna Giedyminówna, Jadwiga Andegaweńska, Anna Cylejska, Elżbieta Granowska, Zofia Holszańska, Elżbieta Rakuszanka, Barbara Zápolya, Anna Jagiellonka, Anna Habsburżanka, Konstancja Habsburżanka, Cecylia Renata Habsburżanka, Ludwika Maria Gonzaga (serce: Kościół Wizytek w Warszawie), Maria Kazimiera d’Arquien
- Kassel
  - Klasztor Ahnaberg w Kassel – Adelajda Heska
- Bari
  - Bazylika św. Mikołaja w Bari – Bona Sforza[6]
- Wilno
  - Bazylika archikatedralna św. Stanisława Biskupa i św. Władysława w Wilnie – Elżbieta Habsburżanka, Barbara Radziwiłłówna
- Sankt Florian
  - Klasztor Sankt Florian – Katarzyna Habsburżanka
- Wiedeń
  - Kościół kapucynów w Wiedniu – Eleonora Habsburżanka
- Nancy
  - Kościół Notre-Dame de Bon Secours w Nancy – Katarzyna Opalińska
- Drezno
  - Katedra Świętej Trójcy w Dreźnie – Maria Józefa

### Miejsca pochówku księżnych i niekoronowanych królowych
- Gniezno

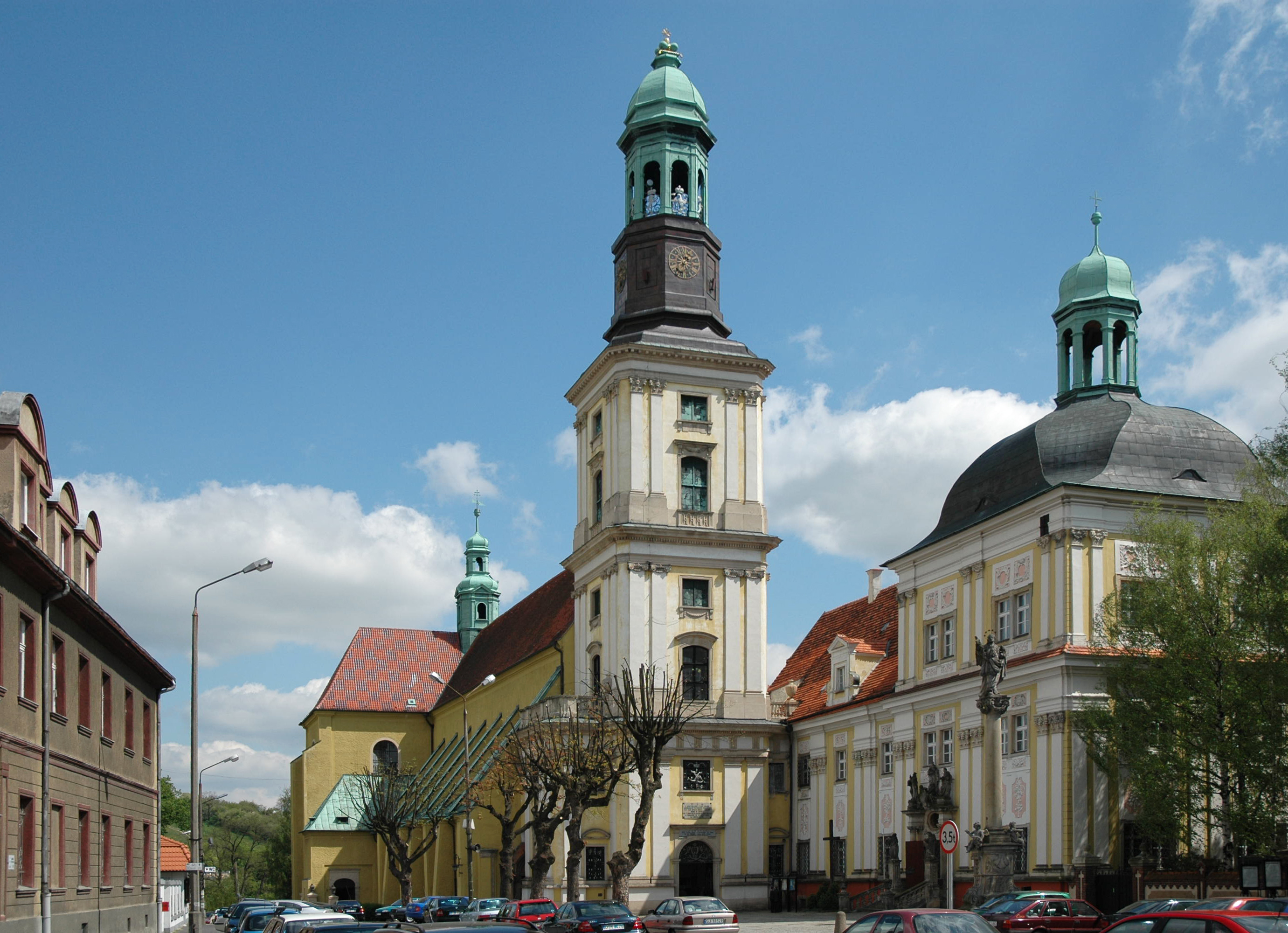
Bazylika i sanktuarium św. Jadwigi w Trzebnicy

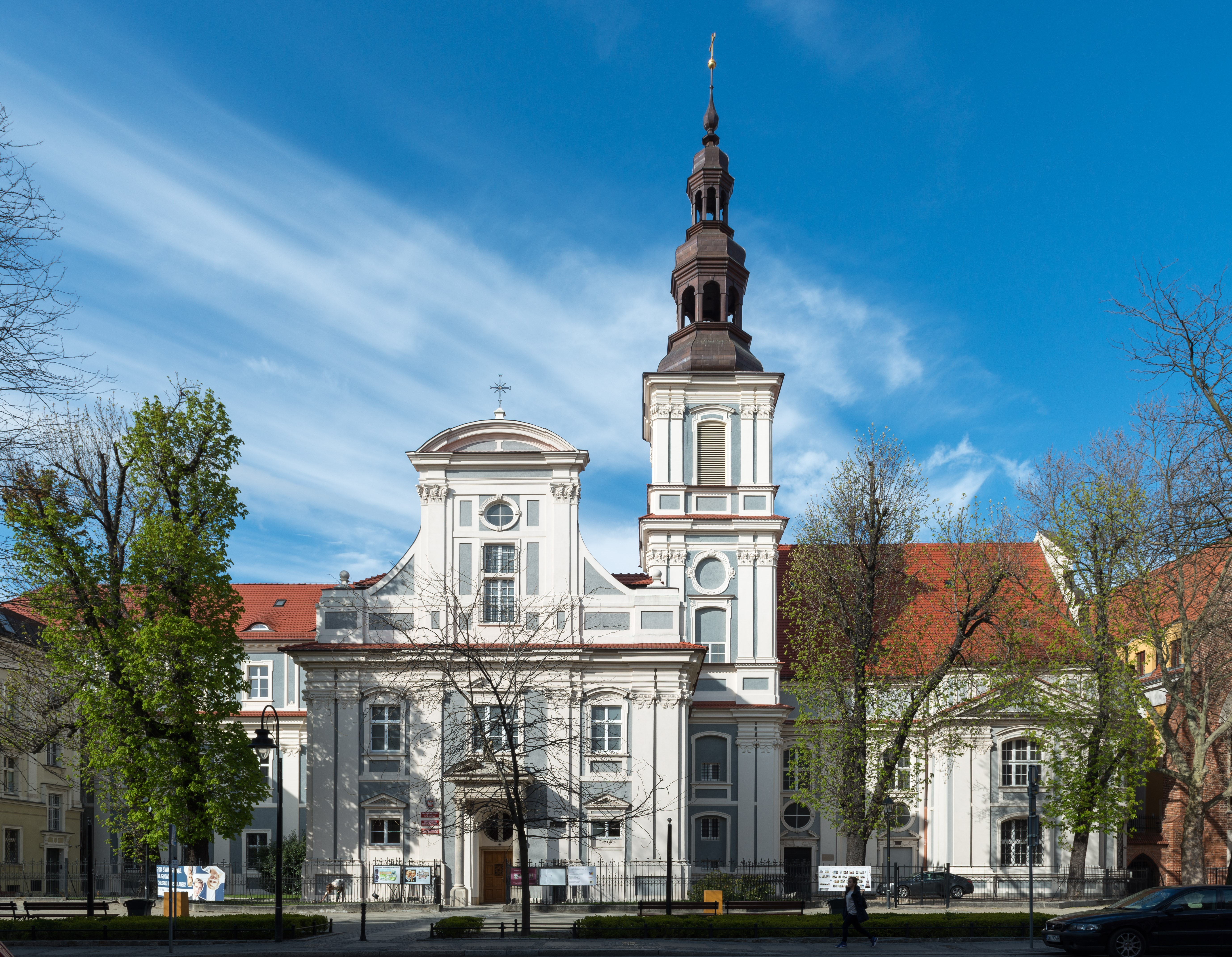
Kościół św. Klary i św. Jadwigi we Wrocławiu

  - Bazylika prymasowska Wniebowzięcia Najświętszej Maryi Panny w Gnieźnie – Dobrawa Przemyślidka (lokalizacja niepewna)
- Płock
  - Bazylika katedralna Wniebowzięcia Najświętszej Maryi Panny w Płocku – Judyta Przemyślidka, Salomea z Bergu, Wierzchosława (lokalizacja niepewna), Maria (lokalizacja niepewna), Agafia Światosławówna (lokalizacja niepewna)
- Admont
  - Klasztor benedyktyński w Admont – Judyta Maria Szwabska (lokalizacja niepewna)
- Schulpforte
  - Klasztor cystersów w Schulpforte – Agnieszka Babenberg
- Zawichost
  - Kościół rektoralny Św. Jana Chrzciciela w Zawichoście – Grzymisława (lokalizacja niepewna)
- Trzebnica
  - Bazylika i sanktuarium św. Jadwigi w Trzebnicy – Jadwiga Śląska
- Wrocław
  - Kościół św. Klary i św. Jadwigi we Wrocławiu – Anna Przemyślidka
- Stary Sącz
  - Klasztor klarysek w Starym Sączu – Święta Kinga
- Praga
  - Klasztor św. Agnieszki w Pradze – Gryfina Halicka
  - Archikatedra Świętych Wita, Wacława i Wojciecha w Pradze – Juta Habsurżanka
- Kloster Lehnin
  - Klasztor cystersów w Kloster Lehnin – Matylda brandenburska
- Vyšší Brod
  - Klasztor cystersów w Vyšším Brodzie – Wiola Elżbieta cieszyńska
- Székesfehérvár
  - Katedra Panny Marii w Székesfehérvár (nieistniejąca) – Elżbieta Bośniaczka
- Wilno
  - Sobór Przeczystej Bogurodzicy w Wilnie – Helena Moskiewska
- Pretzsch
  - Kościół św. Mikołaja w Pretzsch – Krystyna Eberhardyna

## Galeria

Wybrane grobowce władców Polski:
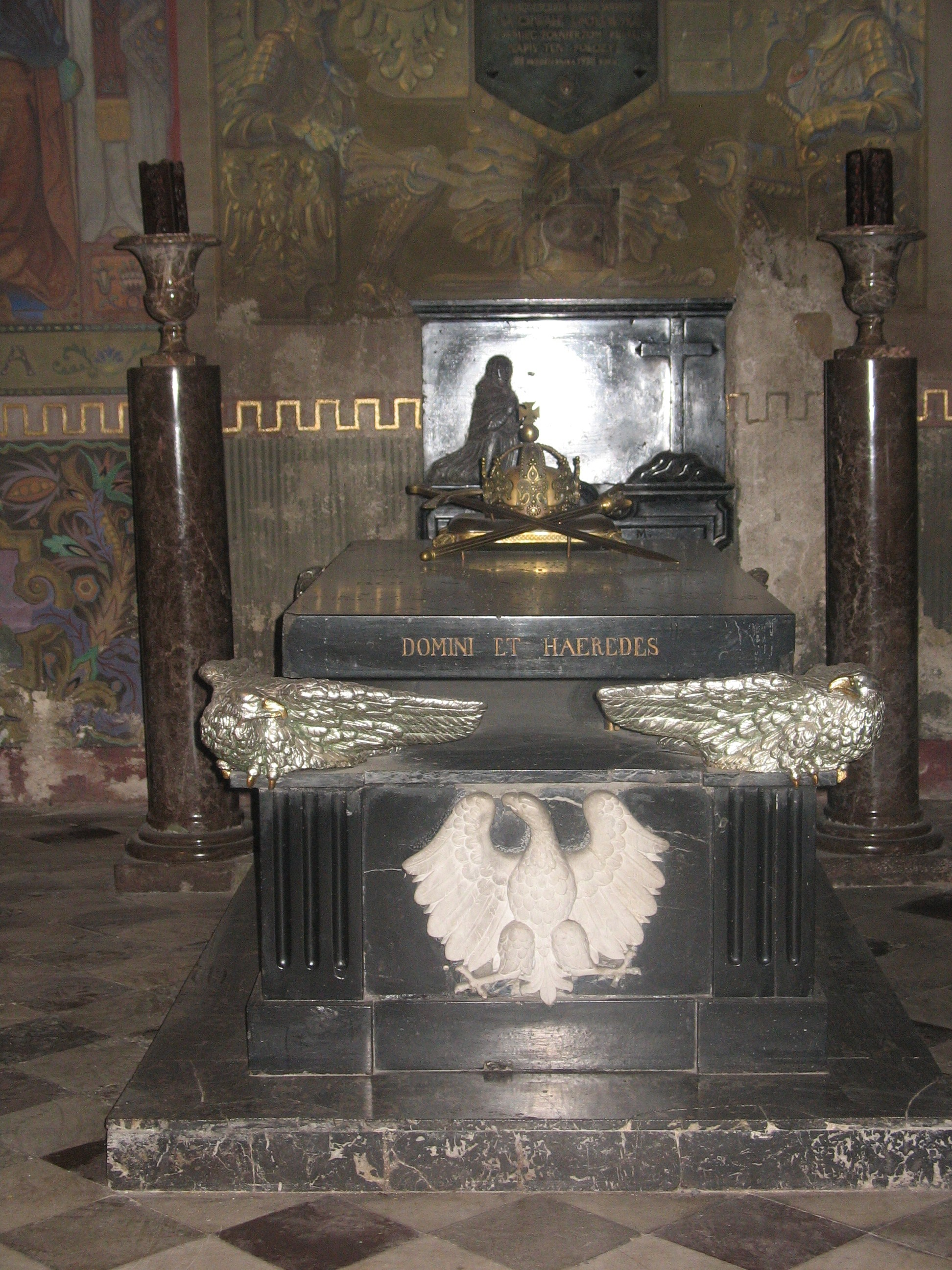
Władysław I Herman i Bolesław III Krzywousty (Katedra w Płocku)
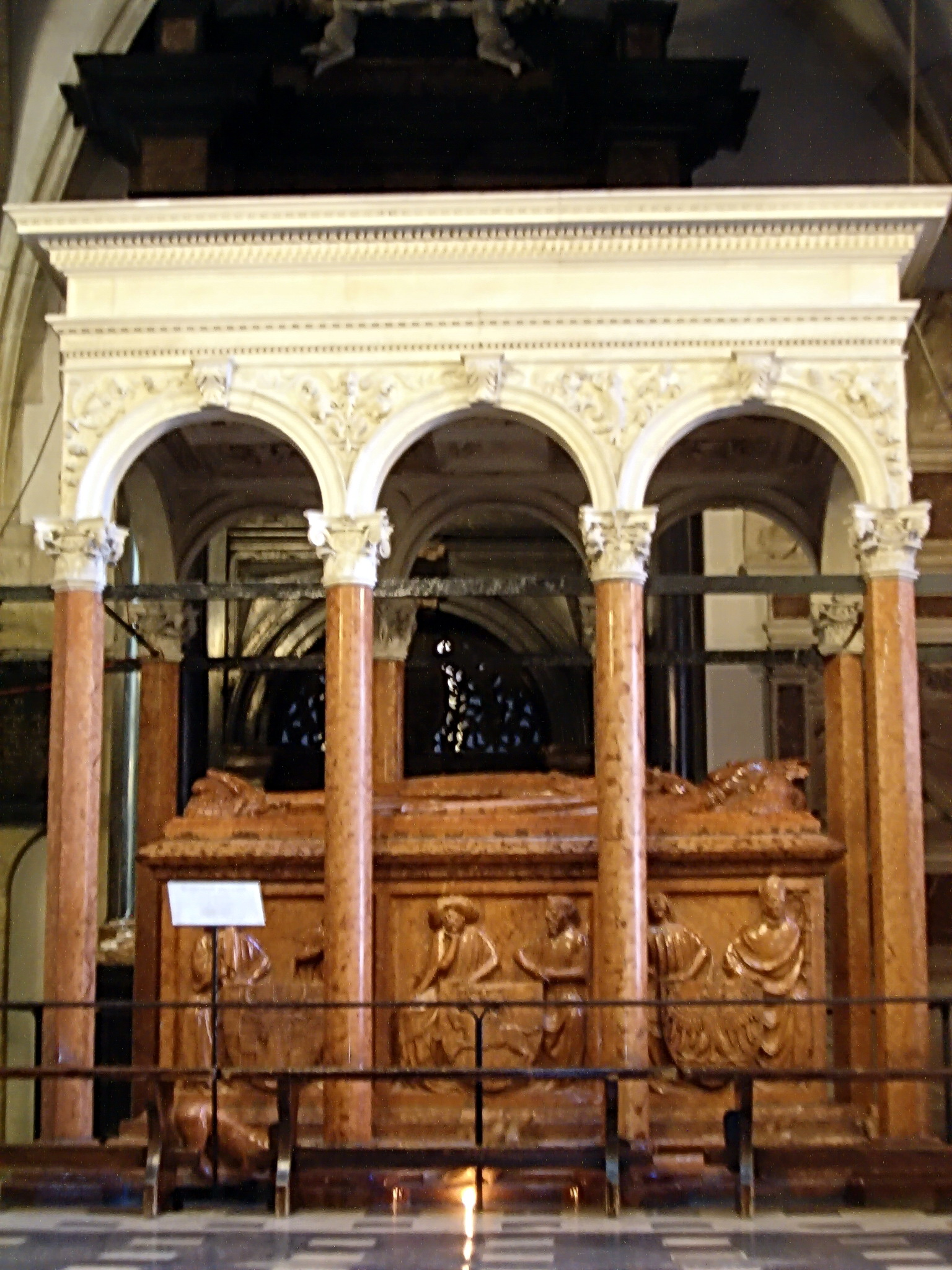
Władysław II Jagiełło (Katedra Wawelska w Krakowie)
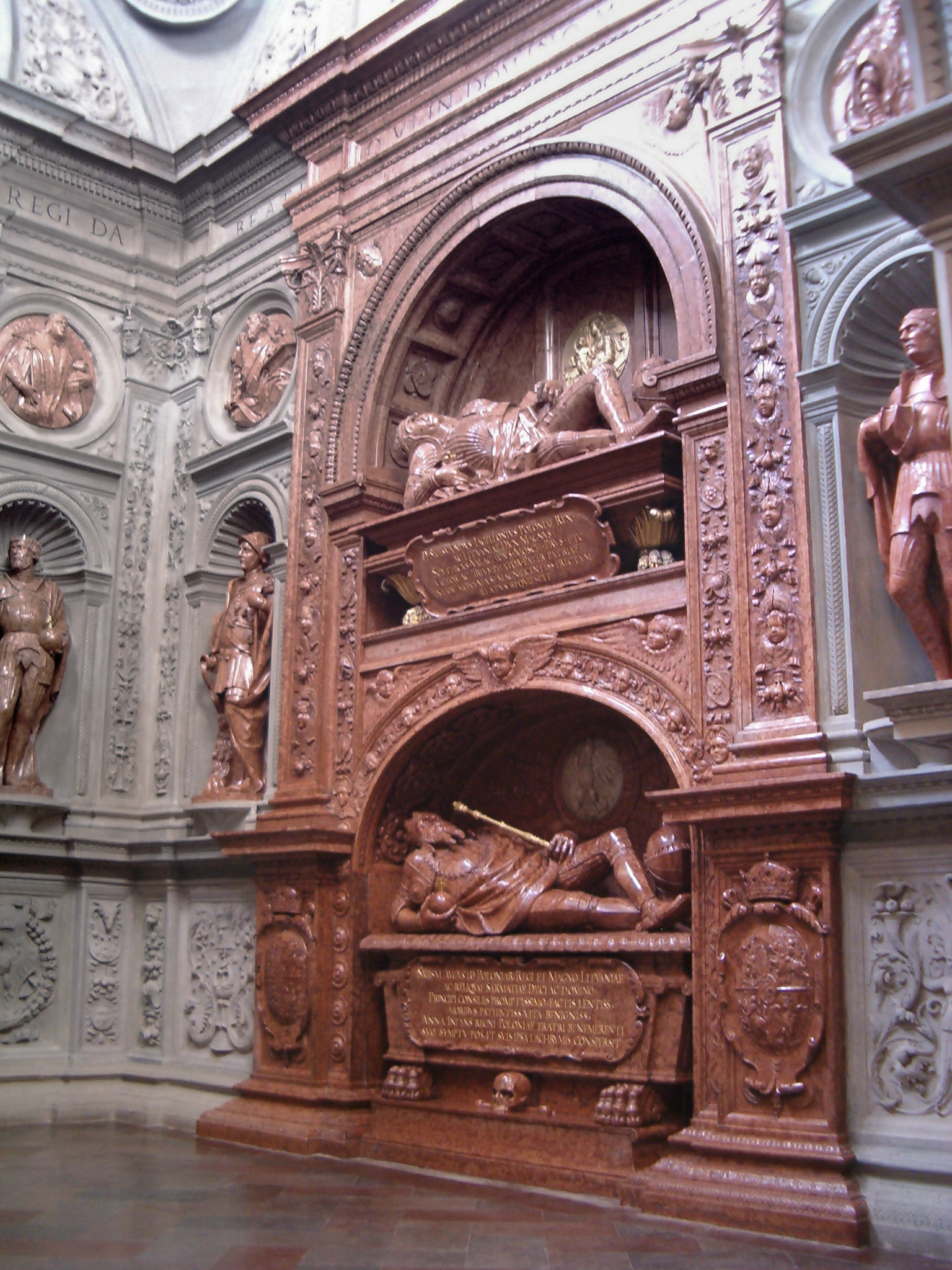
Zygmunt I Stary i Zygmunt II August (Katedra Wawelska w Krakowie)
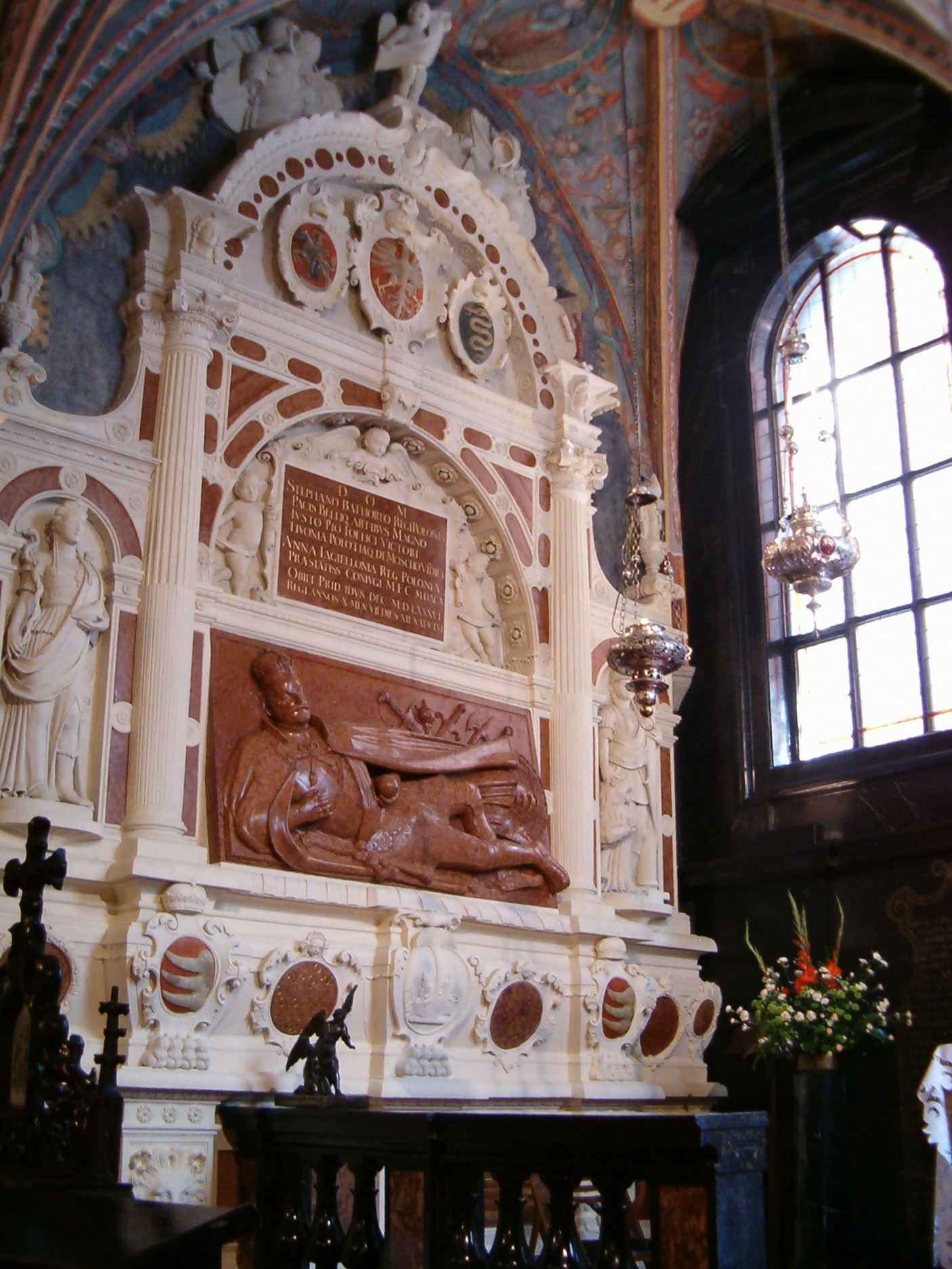
Stefan Batory (Katedra Wawelska w Krakowie)
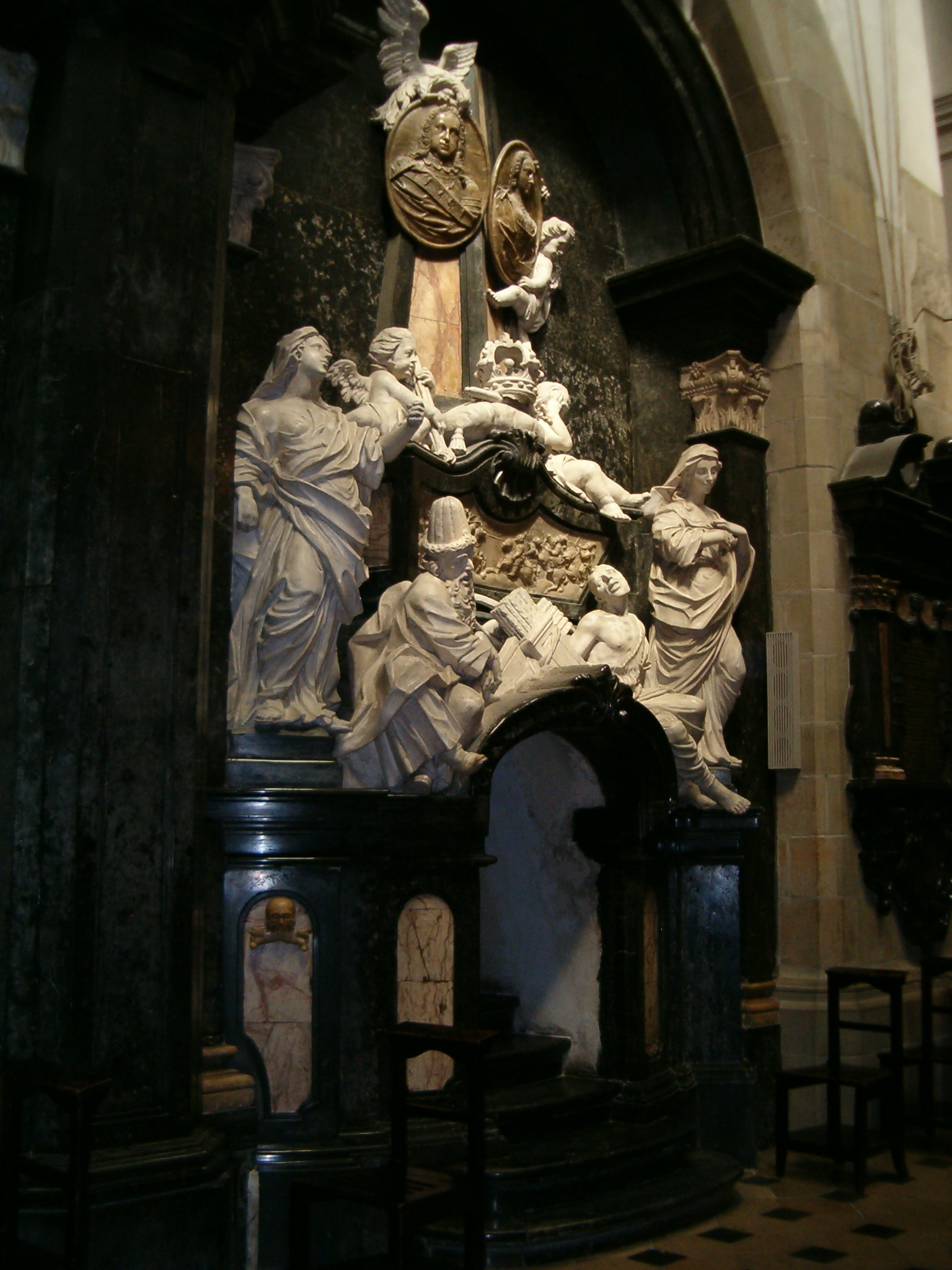
Michał Korybut Wiśniowiecki (Katedra Wawelska w Krakowie)
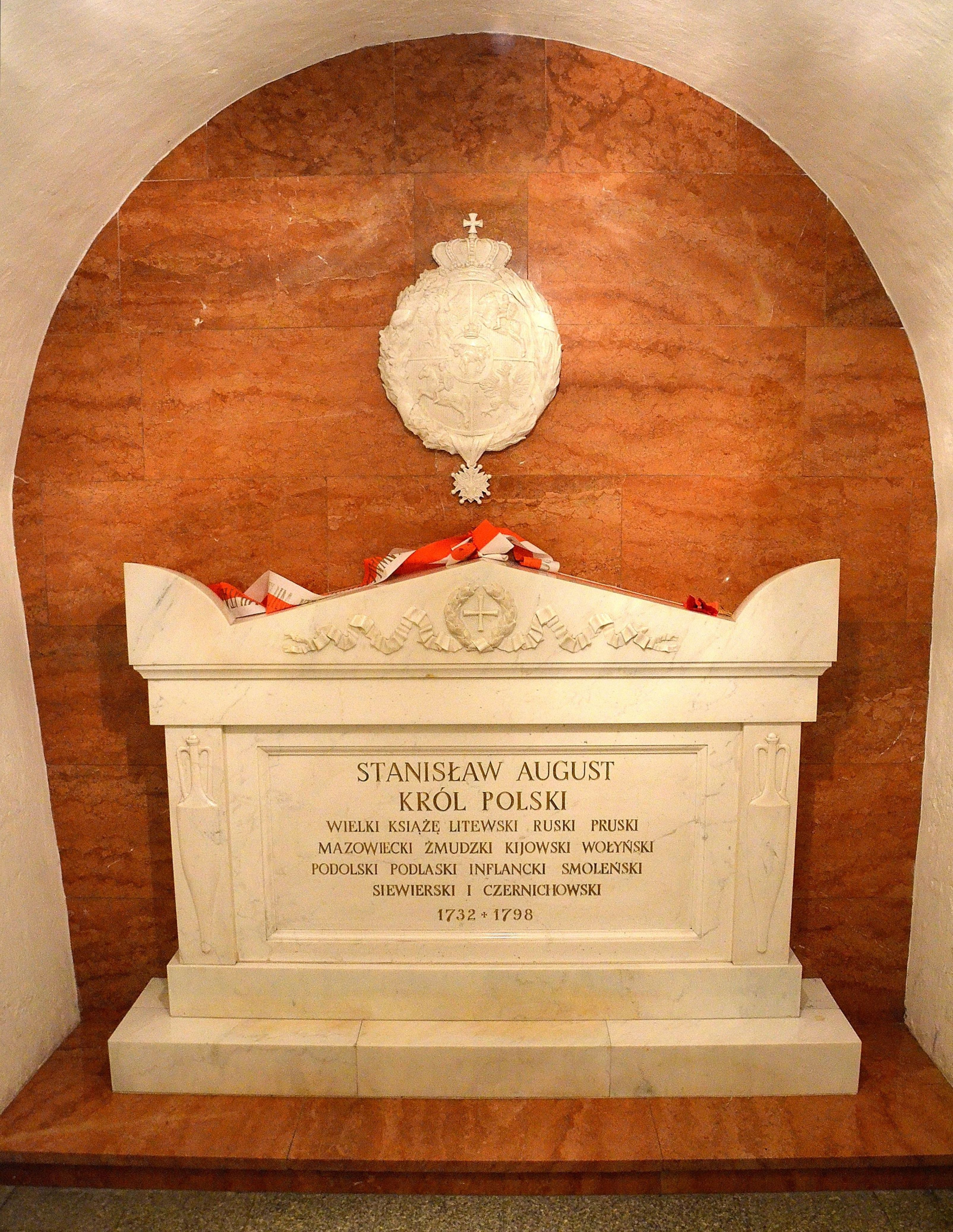
Stanisław August Poniatowski (Katedra w Warszawie)